# Is This the Life We Really Want?
Is This The Life We Really Want? —en español: ¿Es esta la vida que realmente queremos?— es el cuarto álbum de estudio del músico británico de rock progresivo Roger Waters. Supone su primer álbum en solitario tras 25 años, desde Amused to Death de 1992. Fue lanzado al mercado el 2 de junio de 2017 a través de la compañía discográfica Universal Music en todo el mundo. Su publicación en Youtube se realizó el 19 de mayo de 2017.

## Concepto
El álbum fue grabado durante 2014 y 2017, luego de su última exitosa gira con The Wall. Roger Waters ha presentado algunas canciones en vivo en sus últimos conciertos, pero este nuevo proyecto será nuevo en absoluto. En un principio el álbum trataría sobre un abuelo que junto a su nieto viajarían por el mundo buscando la respuesta a la pregunta "¿Por qué están muriendo los niños?". Este primer proyecto iba a tener un formato de radio-teatro, pero al empezar a trabajar con el productor Nigel Godrich, este recomendó cambiar el foco de la obra, llevando al actual concepto del álbum. El mismo trata sobre la unión de las personas para dejar las diferencias de lado.

## Grabación
El álbum fue grabado en varias sesiones entre 2010 y 2017. La canción "Déjà Vu" hizo su debut en directo en el 2014 con el título "Lay Down Jerusalem (If I Had Been God)". La canción "Broken Bones" debutó en vivo en 2015 bajo el título "Safe and Sound".

### Sencillos
El primer corte del álbum, "Smell The Roses", fue lanzado el mismo día del anuncio de salida del álbum (20/04/17).
El segundo corte de álbum, "Déjà Vu", fue lanzado 17 días después de Smell The Roses (07/05/17).
El tercer corte del álbum, "The Last Refugee", fue lanzado 11 días después de Déjà Vu, pero este venía con un vídeo dirigido por Roger Waters y Sean Evans (18/05/17).
El cuarto corte del álbum, "Wait for Her", fue lanzado 2 meses después de The Last Refugee y un mes y medio del lanzamiento del álbum, este también vino acompañado de un vídeo también dirigido por Roger Waters y Sean Evans (19/07/17).

## Lista de canciones
Todas las canciones escritas y compuestas por Roger Waters. 
| Lado 1 |                      |          |  |
| N.º    | Título               | Duración |  |
| 1.     | «When We Were Young» | 1:39     |  |
| 2.     | «Déjà Vu»            | 4:27     |  |
| 3.     | «The Last Refugee»   | 4:12     |  |

| Lado 2 |                |          |  |
| N.º    | Título         | Duración |  |
| 4.     | «Picture That» | 6:47     |  |
| 5.     | «Broken Bones» | 4:57     |  |

| Lado 3 |                                    |          |  |
| N.º    | Título                             | Duración |  |
| 6.     | «Is This The Life We Really Want?» | 5:55     |  |
| 7.     | «Bird In A Gale»                   | 5:31     |  |
| 8.     | «The Most Beautiful Girl»          | 6:09     |  |

| Lado 4 |                   |          |  |
| N.º    | Título            | Duración |  |
| 9.     | «Smell The Roses» | 5:15     |  |
| 10.    | «Wait For Her»    | 4:56     |  |
| 11.    | «Oceans Apart»    | 1:07     |  |
| 12.    | «Part Of Me Died» | 3:14     |  |

## Créditos
- Roger Waters – voz, guitarra acústica, bajo
- Nigel Godrich – teclados, guitarra, arreglos
- Gus Seyffert – guitarra, teclados, bajo
- Jonathan Wilson – guitarra, teclados
- Roger Joseph Manning, Jr. – teclados
- Lee Padroni – teclados
- Joey Waronker – batería
- Jessica Wolfe – voz
- Holly Laessig – voz

## Posicionamiento en listas
| Listas (2017)     | Mejor posición |
| ----------------- | -------------- |
| Argentina (CAPIF) | 1              |